# Blaise Compaoré
Blaise Compaoré (født 3. februar 1951) er en politiker fra Burkina Faso og tidligere præsident i landet i perioden 1987-2014. Han er medlem af det venstreorienterede, og socialistiske Congrès pour la Démocratie et le Progrès.
Han var en af de ledende medarbejdere hos præsident Thomas Sankara i 1980'erne. I oktober 1987 ledte Blaise Compaoré et statskup, hvor Sankara blev dræbt. Compaoré overtog herefter præsidentembedet og indførte en politik, der opblødte den marxistiske linje, som Sankara havde fulgt. Compaoré vandt præsidenvalgene i 1991, 1998, 2005, and 2010.
Da Compaoré i 2014 forsøgte at ændre landets forfatning, således at han kunne sidde en yderligere periode i tillæg til sine 27 år ved magten, udbrød uroligheder i landet, og Compaoré måtte flygte fra Burkina Faso til Elfenbenskysten. Den 31. oktober oplyste en talsmand for Burkina Fasos militær, at Compaoré var blevet fjernet fra magten.
I august 2021 meddeler anklageren for High Court of Justice, at retssagen mod medlemmer af regeringen mistænkt for at have spillet en rolle i undertrykkelsen af oprøret i 2014 vil begynde. Blaise Compaoré kunne igen blive indkaldt til at besvare dommernes spørgsmål.